# ویتدون
ویتدون (به آلمانی: Wittdün auf Amrum) یک شهر  توریستیی است که در نوردفرایسلند آلمان است واقع شده‌است.

## جاذبه‌های گردشگری
- فانوس دریایی ویتدون
- دریاچه وریاخورن
- ساحل برهنگی ویتدون